# Bartolomeo Maria Dal Monte
Bartolomeo Maria Dal Monte (Bologna, 4 novembre 1726 – Bologna, 24 dicembre 1778) è stato un presbitero italiano, predicatore di missioni popolari. È stato beatificato da papa Giovanni Paolo II nel 1997.
Il suo elogio si legge nel Martirologio romano al 24 dicembre.
Egli fu promotore di molte missioni nella diocesi di Bologna e fu attivo nella parrocchia arcipretale di Medicina nel 1762 e dal 1770 al 1771 assieme all'amico mons. Antonio Casalgrandi, arciprete della suddetta parrocchia.
Nella chiesa parrocchiale di Medicina è conservato, in una delle cappelle laterali, un ritratto del beato.